# Номера
«Номера» — песня проекта ЛСП, выпущенная 24 мая 2012 года, которая является первой полноценной совместной работой Олега и Романа. Трек вошёл в альбом «ЁП» (2014).
19 сентября 2021 года менеджер группы Дмитрий Магадов сообщил об удалении песни со всех музыкальных платформ. Причиной этого стали инциденты с самоубийствами подростков во время прямых трансляций, в которых на фоне играет песня группы.

## Участники записи
- Олег «ЛСП» Савченко — автор текста, вокал
- Роман «Англичанин» Сащеко — продюсер

## Блокировка

### «Номера»
14 мая 2018 года в официальном сообществе ЛСП «ВКонтакте» появился пост о блокировке песни «Номера» на сайте «ВКонтакте» на территории Российской Федерации. «Он признан запрещённым на основании решения Федеральной службы по надзору в сфере защиты прав потребителей и благополучия человека от 28.04.2018 № 45668».
Выдержка: «…В тексте песни содержится описание способа совершения самоубийства…».
После блокировки на сайте «ВКонтакте» на территории РФ трек поднялся на 3-ю позицию в российском чарте iTunes.

### «Монетка»
В августе 2018 года на сервисе YouTube на территории Российской Федерации по требованию Роскомнадзора был заблокирован видеоклип «Монетка» — по тем же причинам, что и «Номера». 

## Композиция
| №  | Название | Автор(ы)      | Продюсер        | Длительность |
| -- | -------- | ------------- | --------------- | ------------ |
| 1. | «Номера» | Олег Савченко | Рома Англичанин | 3:58         |

## Чарты
| Чарт (2018)     | Высшая позиция |
| --------------- | -------------- |
| Россия (iTunes) | 3              |